# Intento de asesinato de Rómulo Betancourt
El intento de asesinato de Rómulo Betancourt ocurrió el 24 de junio de 1960, durante la celebración del aniversario de la Batalla de Carabobo. Mientras el presidente Betancourt se dirigía hacia el Paseo Los Ilustres en Caracas, un carro bomba estacionado en la Avenida Los Próceres estalló al pasar uno de los vehículos de escolta presidencial cercano al vehículo oficial. El atentado deja sin vida al jefe de la casa militar y a un estudiante, y deja con quemaduras generalizadas de primer y segundo grado a Betancourt, al Ministro de la Defensa, a su esposa y al chofer del vehículo.
Las heridas recibidas por Betancourt le afectaron la vista del ojo derecho, lo dejaron parcialmente sordo y con quemaduras en ambas manos y en el rostro. Al día siguiente, desde el Palacio de Miraflores, Betancourt denunció la responsabilidad del dictador dominicano Rafael Leónidas Trujillo en el intento de asesinato, y posteriormente el hecho fue denunciado ante la Organización de los Estados Americanos (OEA).

## Atentado
Durante su tercer exilio Rómulo Betancourt sufrió varios intentos de asesinato. El 24 de junio de 1960, durante la celebración del aniversario de la Batalla de Carabobo, aproximadamente a las 9:20 de la mañana una bomba en un auto estacionado en la Avenida Los Próceres estalló al pasar uno de los vehículos de escolta presidencial cercano al vehículo oficial, el cual se dirigía hacia el Paseo Los Ilustres en Caracas.
Un grupo de miembros de extrema derecha venezolana financiados directamente por el dictador dominicano Rafael Leónidas Trujillo, junto con un escaso grupo de militares venezolanos, estuvieron involucrados en el intento de asesinato. El atentado deja sin vida al jefe de la casa militar, el coronel Ramón Armas Pérez, y al estudiante Juan Eduardo Rodríguez, transeúnte del lugar. El chofer Azael Valero fue despedido del vehículo y cayó sobre el pavimento. Rómulo Betancourt, el ministro de la Defensa, Josué López Henríquez, su esposa escaparon con quemaduras generalizadas de primer y segundo grado.

## Reacciones

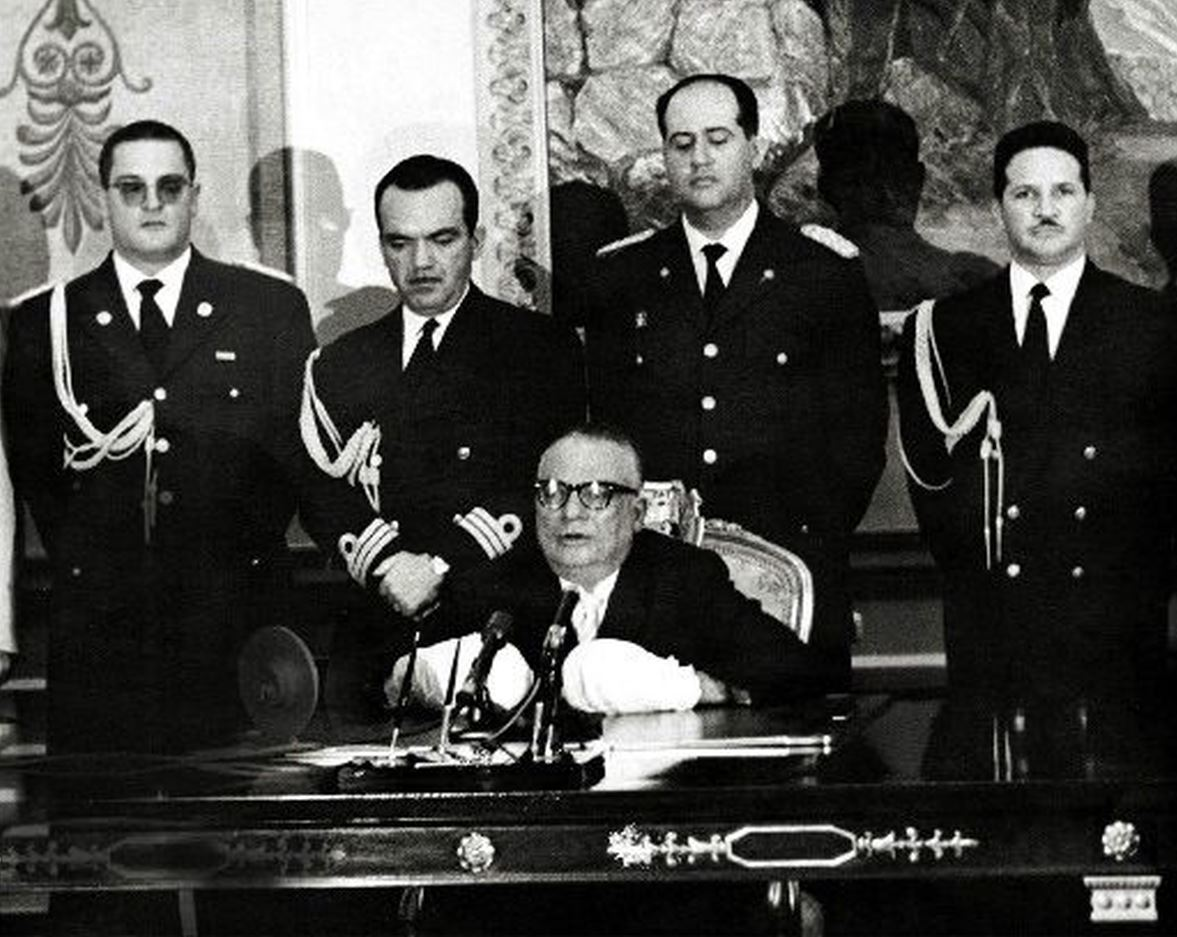
Betancourt ofrece declaraciones con las manos vendadas al día siguiente del atentado.

Al día siguiente del atentado, Betancourt en un mensaje a la nación desde el Palacio de Miraflores, con las manos vendadas, dijo:

Quiero decirle al pueblo de Venezuela que debe tener confianza plena en la estabilidad de su Gobierno y en la decisión del presidente que él eligió para cumplir su mandato, como he venido diciendo y hoy reitero, hasta el 19 de abril de 1964. Nunca he ignorado los riesgos que comporta empeñarse en darle una orientación democrática seria al país (...) No me cabe la menor duda de que en el atentado de ayer tiene metida su mano ensangrentada la dictadura dominicana. Pero esa dictadura vive su hora pre agónica, son los postreros coletazos de un animal prehistórico incompatible con el siglo XX.

El intento de asesinato fue denunciado ante la Organización de Estados Americanos (OEA), cuyos miembros decidieron por unanimidad romper relaciones diplomáticas y sancionar al régimen de Trujillo. El Consejo de Seguridad de las Naciones Unidas aprobó la resolución 156 con nueve votos a favor y dos abstenciones, Polonia y la Unión Soviética, donde el Consejo muestra su apoyo con el acuerdo de aplicación de medidas de República Dominicana.  En la OEA se votó por crear una comisión que investigara los motivos y actores en el atentado a Rómulo Betancourt, con los únicos votos en contra de Bolivia y Cuba.